# Pink Moon
Pink Moon ist das dritte und letzte Studioalbum des britischen Folk-Sängers Nick Drake. Der Titel, zu deutsch etwa „Rosaroter Mond“, bezeichnet einen Vollmond zu Frühlingsbeginn. Das Album erschien am 25. Februar 1972, etwa zweieinhalb Jahre vor Drakes Tod.

## Stil
Die Instrumentierung des Albums ist außergewöhnlich spärlich und beschränkt sich auf Gesang und Akustikgitarre sowie einen kleinen Klavierpart im Titelstück Pink Moon. Dieser war erst später per Overdub hinzugefügt worden. Das Album steht im Kontrast zu Drakes früheren Alben Five Leaves Left und Bryter Layter, auf denen neben E-Gitarren und Schlagzeug auch Orchesterinstrumente zum Einsatz kamen. Auch waren diesmal keine weiteren Studiomusiker beteiligt. Aufgenommen wurde Pink Moon in nur zwei Nächten im Oktober 1971 in einem Studio in London. Es ist das erste und einzige von Drakes Alben, das nicht von Joe Boyd produziert wurde, sondern von John Wood, dem Toningenieur von Drakes vorhergehenden beiden Alben.

## Titelliste

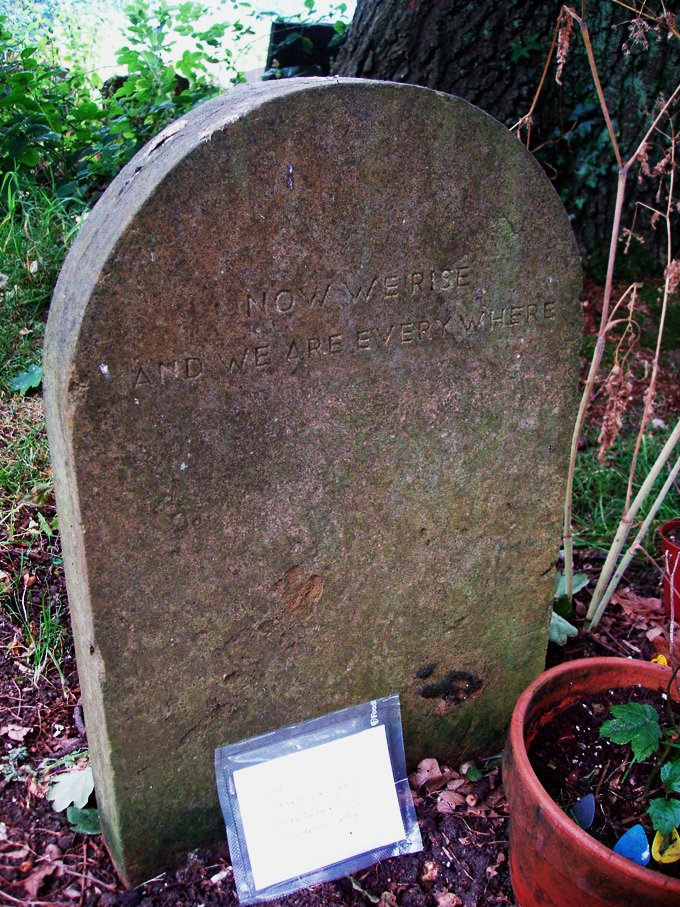
Drakes Grabinschrift entstammt dem Song From the Morning

Alle Songs wurden von Nick Drake geschrieben.
Seite 1
1. Pink Moon – 2:06
2. Place to Be – 2:43
3. Road – 2:02
4. Which Will – 2:58
5. Horn – 1:23
6. Things Behind the Sun – 3:57
Seite 2
7. Know – 2:26
8. Parasite – 3:36
9. Free Ride – 3:06
10. Harvest Breed – 1:37
11. From the Morning – 2:30

## Rezeption
Das Album gilt, wie alle drei Studioalben von Nick Drake, als Klassiker der Musikgeschichte und ist in vielen Bestenlisten vertreten:
Der Rolling Stone wählte Pink Moon 2003 auf 320, 2012 auf Platz 321 und 2020 auf Platz 203 der 500 besten Alben aller Zeiten. In der Aufstellung der deutschsprachigen Ausgabe von 2004 belegt es Platz 369. 2021 erreichte der Song Pink Moon zudem Platz 162 der 500 besten Songs aller Zeiten.

„Wäre die Musik so depressiv wie die Texte, wäre ‚Pink Moon‘ unverdaulich. Doch die unaffektierte Akustikgitarre und Drakes sanfte Stimme geben dem Album eine Aura übernatürlicher Intimität.“

Pitchfork wählte es auf Platz 13 der 100 besten Alben der 1970er Jahre und den Titelsong auf Platz 46 der 200 besten Songs des Jahrzehnts.
In der Auswahl der 200 besten Alben aller Zeiten des Magazins Uncut belegt Pink Moon Platz 126.
Die deutsche Zeitschrift Visions führt Pink Moon auf Platz 146 der „150 Alben für die Ewigkeit“.
Musikexpress wählte den Song Pink Moon auf Platz 68 der 700 besten Songs aller Zeiten.
Der US-amerikanische Singer-Songwriter Sufjan Stevens bezeichnet Pink Moon als sein Lieblingsalbum und wichtigen Einfluss auf das eigene musikalische Schaffen:

„Nicks Musik war nie Mittel zum Zweck, sie kennt keine Posen oder falschen Sentimentalitäten. Diese seltene Mischung aus methodischem Minimalismus und emotionaler Direktheit schwebte mir auch für mein Album Seven Swans vor. Ich weiß nicht, wie gut es mir damals gelungen ist, das umzusetzen. Nicks Tempo konnte ich jedenfalls nicht unterbieten: Elf Songs in weniger als einer halben Stunde – und trotzdem ist danach alles gesagt.“

„Drakes Melodien, die barocke Elemente enthalten, und sein komplexes Gitarrenspiel erzeugen absteigende Sequenzen auf „Parasite“ und eine Vielfalt von farbigen Akkorden auf „Pink Moon“ (dem einzigen Lied der LP mit einem Overdub). An anderer Stelle erinnern pastorale Elemente
auf „Place to Be“ an die für Drake so typischen Naturmetaphern, während „Ride“ atemberaubend schnelle Akkordwechsel vorführt. Drakes außergewöhnlich talentiertes Gitarrenspiel war noch intakt, doch hier schmückt es zunehmend düstere und beunruhigende Lieder. Apathisch ist er angeblich am
Ende ins Büro der Plattenfirma gekommen und hat die Mastertapes für sein letztes Album einfach einer Sekretärin gegeben. Mit „From the Morning“ enden die Dinge in einem seltenen Anflug von Optimismus. Um so trauriger war es, dass eine Zeile dieses Lieds – „and now we rise, and we are everywhere“ – schließlich auf dem Grabstein dieses begabten Musikers stand, der 1974 viel zu früh starb – mit 26 Jahren.“

„Drakes Sound ist immer noch warm und intim, aber auch zunehmend klaustrophobisch. Bewundernswert ehrlich und tapfer, aber ein bisschen, wie wenn man jemand zusieht, der sich bereit macht, in ein leeres Schwimmbad zu springen.“

„Seine Songs, insbesondere auf Pink Moon, kommen aus einem Bereich geschärften Bewusstseins, das regelmäßigem Drogenkonsum nicht weniger verdankt als tiefer philosophischer Welterkenntnis. Aufgenommen hat Drake die Platte in zwei einsamen mitternächtlichen Sessions. Das Mastertape gab er wortlos an der Rezeption seiner Plattenfirma ab. Dort lag es zunächst zwei Tage unbeachtet herum. Pink Moon ist der anrührende cri de cœur eines Frühvollendeten, das musikalische Testament eines von seiner Zeit Unverstandenen.“

„Die Texte auf „Pink Moon“ erzählen vom Ausgesperrt Sein, davon, nicht dazu zu gehören und malen mit romantischen, naturmystischen Bildern dunkle Vorahnungen an die Wand. Der Tonfall bleibt dabei stets lakonisch, der junge Mann, der hier singt, verzichtet auf jedes Drama, vielleicht war er dafür zu introvertiert oder hatte keine großen Gesten im Repertoire, jedenfalls macht es das Ganze umso eindringlicher.“

Wie seine beiden Vorgänger wurde Pink Moon in die 1001 Albums You Must Hear Before You Die aufgenommen.

## Verwendung
Der Titelsong Pink Moon wurde einer größeren Öffentlichkeit bekannt, als Volkswagen das Lied im Jahr 1999 für einen Werbespot verwendete. Im Zuge dessen veröffentlichte Hannibal Records den Song als Single neu.

## Coverversionen
Viele Titel des Albums wurden im Laufe der Zeit von anderen Interpreten gecovert; darunter:
- Pink Moon – No-Man, Sebadoh, Jake Bugg, Beck, Meshell Ndegeocello, Valerie June, Sufjan Stevens
- Place to Be – Damien Jurado, Scumbucket, Glen Hansard
- Road – No-Man
- Which Will – Beck, Damien Jurado, Lucinda Williams
- Things Behind the Sun – The Mars Volta, Brad Mehldau
- Know – Martin Archer
- Parasite – Beck, Damien Jurado, Blackmail
- From the Morning – Roger Cicero, Andrea Corr
- Das gesamte Album – Pete’s Moon von Pete Black (2012), Requiem for a Pink Moon – An Elizabethan Tribute to Nick Drake des Münchner Ensembles Phoenix (2012) und Nick Drake’s Pink Moon: A Journey On Piano von Demian Dorelli (2021)
- Das 2023 veröffentlichte Tributalbum The Endless Coloured Ways: The Songs of Nick Drake enthält folgende Coverversionen: Pink Moon (von Aurora), Place to Be (David Gray), Road (Bombay Bicycle Club mit The Staves), Which Will (Christian Lee Hutson mit Elanor Moss), Parasite (Stick in the Wheel), Free Ride (Liz Phair), Harvest Breed (Skullcrusher mit Gia Margaret) und From the Morning (Let’s Eat Grandma)